# Kinzoku tōrō
Kinzoku tōrō (金属灯篭) zijn traditionele Japanse lantaarns (tōrō) van metaal (koper, brons, gietijzer of verguld metaal) op een platform. Kinzoku tōrō wordt gerekend tot dai-dōrō (platformlantaarns); tot dai-dōrō wordt verder nog gerekend: ishi-dōrō (stenen lantaarns), nozura-dōrō (ruw-stenen lantaarns) en mokusei tōrō (houten lantaarns). 
Evenals de stenen sokkellantaarns (tachigata tōrō) zijn de metalen sokkellantaarns in hun klassieke vorm te verdelen in vijf secties, die de elementen van de boeddhistische kosmologie vertegenwoordigen: Aarde, Water, Wind of Lucht, Ether of Geest.
| Traditionele lantaarns in Japan, hoofdgroepen. | Traditionele lantaarns in Japan, hoofdgroepen. | Traditionele lantaarns in Japan, hoofdgroepen. | Traditionele lantaarns in Japan, hoofdgroepen. | Traditionele lantaarns in Japan, hoofdgroepen. | Traditionele lantaarns in Japan, hoofdgroepen. |
| Onderdelen tōrō                                | Onderdelen tōrō                                | Onderdelen tōrō                                | Traditionele materialen                        | Traditionele materialen                        | Traditionele materialen                        |
| ---------------------------------------------- | ---------------------------------------------- | ---------------------------------------------- | ---------------------------------------------- | ---------------------------------------------- | ---------------------------------------------- |
| platform, sokkel                               | schacht, zuil                                  | opmerkingen                                    | steen ↓ Ishi-dōrō ↓                            | metaal ↓ Kana dōrō ↓                           | hout, bamboe                                   |
| kiso, dai, jirin                               | sao                                            | \| plat- form- lan- taarns \| → Dai-dōrō → \|  | Tachigata tōrō                                 | Kinzoku tōrō                                   | Mokusei tōrō                                   |
| kiso, dai, jirin                               | sao                                            | \| plat- form- lan- taarns \| → Dai-dōrō → \|  | Nozura-dōrō                                    | Kinzoku tōrō                                   | Mokusei tōrō                                   |
| –                                              | ingegraven                                     | schachtlantaarns                               | Ikekomigata tōrō                               | …                                              | Mokusei tōrō                                   |
| → 1-6 benen                                    | → 1-6 benen                                    | kasa groot                                     | Yukimigata tōrō                                | …                                              | Andon Bonbori Chōchin                          |
| –                                              | –                                              |                                                | Okigata tōrō                                   | Tsurigata tōrō                                 | Andon Bonbori Chōchin                          |
| aangepaste pagode (tō)                         | aangepaste pagode (tō)                         | aangepaste pagode (tō)                         | Tōgata tōrō                                    | Tōgata tōrō                                    | Andon Bonbori Chōchin                          |
| plat- form- lan- taarns                        | → Dai-dōrō →                                   |                                                |                                                |                                                |                                                |

## Metalen platformlantaarns
Kinzoku tōrō（金属灯篭）of kana-dōrō (金燈籠) zijn lantaarns, gemaakt van gegoten metaal: koper, brons of ijzer. Kondō-dōrō (金銅燈籠) zijn vergulde, bronzen lantaarns met een lange geschiedenis in Japan, maar ze zijn niet zo gebruikelijk of zo divers als de stenen lantaarns (ishi-dōrō).
Dō tōrō（銅灯篭 of 銅灯籠）, dōzō tōrō（銅造灯篭） zijn koperen lantaarns, seidō tōrō（青銅灯篭）zijn bronzen lantaarn (blauw koperen lantaarns).

## Metalen hangende lantaarns
Naast de platformlantaarns zijn er andere traditionele metalen lantaarns, zoals de hangende lantaarns (tsurigata tōrō). Het zijn kleinere, Japanse lantaarns, die gemaakt zijn van metaal: meestal brons, koper of ijzer, en kunnen ook verguld zijn. Ze hebben geen platform (kiso) of schacht (sao) zoals de dai-dōrō. Dōzō tsuri-dōrō（銅造釣灯篭, 銅造釣灯籠） zijn koperen tsurigata tōrō.
| Kana-dōrō - metalen platformlantaarns |
| --- |
| - IJzeren lantaarn, Fujii-dera tempel - Vergulde gietijzeren lantaarn - Todai-ji (Nara) bronzen lantaarn (National Treasure) - Een draaiende bronzen lantaarn bij Nikkō Tōshō-gū - Metalen en stenen lantaarns bij Nikkō Tōshō-gū - Bronzen lantaarn voor de tempel van Itsukushima-schrijn |